# Ghidașteu, Mureș
Ghidașteu este un sat în comuna Iclănzel din județul Mureș, Transilvania, România.